# Françoise Colinia
Françoise Gh.G.M-J. Colinia, née le 8 janvier 1957 à Mons, est une femme politique belge wallonne, membre du MR.

## Biographique

### Formation et fonction
Elle est licenciée en philologie romane, agrégée de l'enseignement secondaire supérieur, infirmière graduée et professeur.
Elle est vice-présidente de l'ISPH (Intercommunale de Santé Publique Hennuyère).

## Fonctions politiques
- Ancienne échevine de Mons
- Conseillère communale à Mons
- Députée fédérale :
  - du 26 juin 2003 au 30 juin 2004,
  - depuis le 2 juillet 2009 (en remplacement de Olivier Chastel)